# Função mundo de Synge
Em relatividade geral, a função mundo de Synge é um exemplo de um bitensor, isto é, uma função tensorial de pares de pontos no espaço-tempo.

## Definição
Sejam {\displaystyle x,x'} dois pontos no espaço-tempo, e suponha {\displaystyle x} pertence a uma vizinhança normal convexa de {\displaystyle x}, de modo que exista uma {\displaystyle \gamma (\lambda )} geodésica única de {\displaystyle x} para {\displaystyle x'}, até o afim parâmetro {\displaystyle \lambda }. Suponha que {\displaystyle \gamma (\lambda _{0})=x'} e {\displaystyle \gamma (\lambda _{1})=x}. Em seguida, a função mundo de Synge é definido como:
{\displaystyle \sigma (x,x')={\frac {1}{2}}(\lambda _{1}-\lambda _{0})\int _{\gamma }g_{\mu \nu }(z)t^{\mu }t^{\nu }d\lambda }
onde {\displaystyle t^{\mu }={\frac {dz^{\mu }}{d\lambda }}} é o vetor tangente ao {\displaystyle \gamma (\lambda )} geodésico afinadamente parametrizado. Isso é, {\displaystyle \sigma (x,x')} é metade do quadrado do comprimento geodésico de {\displaystyle x} a {\displaystyle x'}.
A função mundo de Synge é bem definida, já que a integral acima é invariante sob reparametrização. Em particular, para o espaço-tempo de Minkowski, a função mundo de Synge simplifica para metade do intervalo de espaço-tempo entre os dois pontos:
{\displaystyle \sigma (x,x')={\frac {1}{2}}\eta _{\alpha \beta }(x-x')^{\alpha }(x-x')^{\beta }}